# Station Nordagutu
Station Nordagutu is een station in  Nordagutu in de gemeente Sauherad  in  Noorwegen. Het station ligt aan Sørlandsbanen en aan Bratsbergbanen. Het is het enige station waar tussen beide lijnen kan worden overgestapt. 

## Externe link

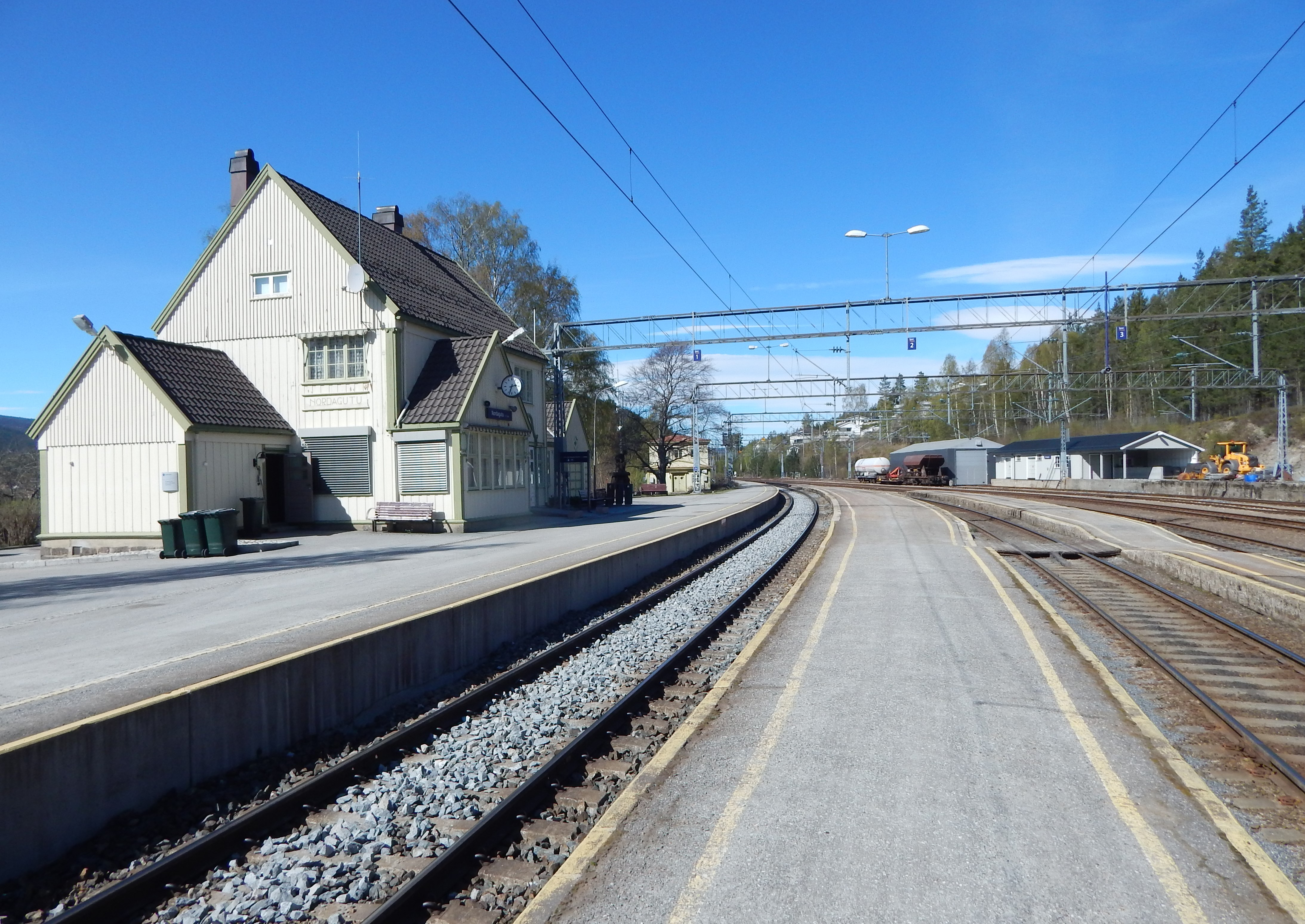
Het station in 2015